# Steve Cutts
Steve Cutts é um ilustrador e animador inglês que, embora já tenha trabalhado para grandes empresas como Coca-Cola, Sony, Toyota, Reebok, e PlayStation , é reconhecido por algumas das animações de curta duração que produziu, algumas delas criticando as grandes empresas. Combinando o uso de softwares como Adobe Flash e After Effects, seus vídeos têm em comum o tom satírico, provocador e polêmico, lidando especialmente com questões ligadas à preservação do meio ambiente e dos direitos animais. Seu vídeo Man, publicado em 21 de dezembro de 2012, já obteve mais de 34 milhões de visualizações.
| “ | I like to make animations about life and society in general, so there tends to be a message in most of them. The general insanity of mankind is an almost endless pot of inspiration! | ” |

## Animações
Dentre os principais vídeos produzidos por Cutts, em geral com cerca de 2 minutos de duração, constam:
- (2011) In the Fall (trilha: Game of Pricks de Guided by Voices)
- (2012) Man (trilha: Na Gruta do Rei da Montanha de Peer Gynt de Edvard Grieg)
- (2013) What a Hunt! (vídeo realizado no contexto da polêmica levantada pela apresentadora e caçadora Melissa Bachman, quando ela postou fotos um leão morto.[7])
- (2014) How Will You Die? (trilha: Marian Badoï Trio)
- (2014) Wake Up Call
- (2015) The Walk Home (trilha: If You Find the Earth Boring, de Portishead e U.N.K.L.E.)
- (2017) Happiness (trilha: Habanera de Bizet e Morning Mood de Edvard Grieg)
- (2019) The Turning Point[8] (Um clipe musical animado polêmico foi postado em seu canal para denunciar a alienação humana[9],que os humanos agisse como animais,enquanto os animais selvagens agisse como humanos)